# Pipéracilline
La pipéracilline est une uréidopénicilline relativement évoluée active contre plusieurs bacilles à Gram négatif. On l'emploie, entre autres, contre les entérobactéries, et en combinaison avec d'autres antibiotiques, contre Pseudomonas aeruginosa (mais aussi Enterobacter, Klebsiella, Serratia) et certains germes anaérobies tels Bacteroides fragilis.
Elle a été découverte en 1976 par des chercheurs japonais.

## Pipéracilline et tazobactam
La pipéracilline est fréquemment employée en combinaison avec un inhibiteur des β-lactamases, le tazobactam (sous le surnom piptazo). Ce mélange a un spectre très large, incluant entièrement celui de l'association amoxicilline + acide clavulanique, entre autres contre Haemophilus influenzae et Moraxella, et est extrêmement efficace contre les entérocoques.